# 商水寿圣寺塔
33°44′19.44″N 114°15′43.45″E / 33.7387333°N 114.2620694°E
商水寿圣寺塔，位于中华人民共和国河南省周口市商水县郝岗乡常社店村寿圣寺旧址，与西华县逍遥镇隔沙河相望。该塔始建于北宋明道二年（1033年），1986年11月被公布为第二批河南省文物保护单位，2006年5月被公布为第六批全国重点文物保护单位。

## 简介
商水寿圣寺塔为六角九级仿楼阁式砖塔，高41.5米，塔基每面宽4.12米。该塔各层均有砖雕佛像，塔身各角砌出倚柱，檐下有砖雕斗拱，每一层外壁均辟有圆券门和破子棂假窗。塔内有塔心室和盘旋梯道，可逐层登高，门位于第一层南面，塔心室为穹窿顶。塔刹柱下端插入塔心室，上端置铁质宝瓶，上铸“风调雨顺，国泰民安”8字。
1998年该塔修缮过程中，于塔刹铁质宝瓶内发现明代铜佛3尊、大弥陀卷1册、白釉黑花碗2个和盘1只。铜佛像高约20厘米，其中一尊佛像上有“嘉靖三十一年”的字样，表明该塔在明嘉靖年间曾进行过大修。